# 体育向上高等学校
体育向上高等学校（ESPA：La Escuela Superior de Perfeccionamiento Atlético ）はキューバにある体育専門の高等学校。スポーツで高いパフォーマンスを達成するために独自の方法で子供や若いアスリートのトレーニングと準備を行う。スポーツイニシエーションスクールから進学してくる生徒が多い。
キューバは革命後、スポーツは人々の権利であるということを標語にした。その標語の具体化として設立された。教育はすべてのレベルと種類で細かくわけられて、早い年齢から行われる。
また、スポーツから引退後に、スポーツマンが、社会へ適応していけるようにするために数学、物理の教育にも力を入れている。
成績上位者はスポーツだけでなくすべての面で高い科学と技術をみにつけるためにマニュエル・ファハルド国立体育大学へ進学することが多い。
主な卒業者
ミチェル・アブレイユ